# Campionati mondiali di volo con gli sci 2022
I Campionati mondiali di volo con gli sci 2022, ventisettesima edizione della manifestazione, si sono svolti dall'11 al 13 marzo a Vikersund, in Norvegia, e hanno contemplato esclusivamente gare maschili; sono stati assegnati due titoli, uno individuale e uno a squadre.
In seguito all'invasione dell'Ucraina, gli atleti russi e bielorussi sono stati esclusi dalle competizioni.

## Risultati

### Individuale
| Pos. | Atleta               | Nazione  | Punteggio |
| ---- | -------------------- | -------- | --------- |
| 1    | Marius Lindvik       | Norvegia | 854,2     |
| 2    | Timi Zajc            | Slovenia | 844,3     |
| 3    | Stefan Kraft         | Austria  | 837,5     |
| 4    | Peter Prevc          | Slovenia | 808,2     |
| 5    | Anže Lanišek         | Slovenia | 806,1     |
| 6    | Domen Prevc          | Slovenia | 802,2     |
| 7    | Michael Hayböck      | Austria  | 780,9     |
| 8    | Karl Geiger          | Germania | 769,2     |
| 9    | Yukiya Satō          | Giappone | 764,2     |
| 10   | Johann André Forfang | Norvegia | 755,1     |

Data: 11-12 marzo

Ore: 16.30/17.35 (UTC+1)

Trampolino: Vikersundbakken HS240

### Gara a squadre
| Pos. | Nazione   | Atleti                                                                       | Punteggio |
| ---- | --------- | ---------------------------------------------------------------------------- | --------- |
| 1    | Slovenia  | Domen Prevc Peter Prevc Timi Zajc Anže Lanišek                               | 1711,5    |
| 2    | Germania  | Severin Freund Andreas Wellinger Markus Eisenbichler Karl Geiger             | 1583,5    |
| 3    | Norvegia  | Johann André Forfang Daniel-André Tande Halvor Egner Granerud Marius Lindvik | 1559,6    |
| 4    | Austria   | Michael Hayböck Ulrich Wohlgenannt Manuel Fettner Stefan Kraft               | 1552,7    |
| 5    | Polonia   | Piotr Żyła Dawid Kubacki Kamil Stoch Jakub Wolny                             | 1495,8    |
| 6    | Giappone  | Yukiya Satō Naoki Nakamura Junshirō Kobayashi Ryōyū Kobayashi                | 1433,9    |
| 7    | Finlandia | Antti Aalto Eetu Nousiainen Kalle Heikkinen Niko Kytösaho                    | 1182,8    |

Data: 13 marzo

Ore: 16.30 (UTC+1)

Trampolino: Vikersundbakken HS240

## Medagliere per nazioni
| Pos. | Nazione  | Oro | Argento | Bronzo | Totale |
| ---- | -------- | --- | ------- | ------ | ------ |
| 1    | Slovenia | 1   | 1       | 0      | 2      |
| 2    | Norvegia | 1   | 0       | 1      | 2      |
| 3    | Germania | 0   | 1       | 0      | 1      |
| 4    | Austria  | 0   | 0       | 1      | 1      |